# Václav Hovorka
Václav Hovorka est un joueur de football tchécoslovaque né le 19 septembre 1931. Il évoluait au poste d'attaquant.

## Biographie
Il reçoit 4 sélections en équipe de Tchécoslovaquie lors de l'année 1958. Il joue son premier match en équipe nationale le 2 avril 1958 face à l'Allemagne de l'Est.
Il dispute la Coupe du monde 1958 avec l'équipe nationale tchécoslovaque. Lors de cette compétition, il joue trois rencontres, et inscrit ses deux seuls buts en sélection, lors du match contre l'Argentine, le 15 juin (victoire 6 à 1).